# Hrabstwo Hancock (Maine)
Hrabstwo Hancock (ang. Hancock County) – hrabstwo w stanie Maine w Stanach Zjednoczonych. Zostało założone w 1789 roku.

## Geografia
Obszar całkowity hrabstwa obejmuje powierzchnię 2351,03 mil² (6089,14 km²). Według szacunków United States Census Bureau w roku 2009 miało 53 447 mieszkańców. Jego siedzibą administracyjną jest Ellsworth.

### Miasta
- Amherst
- Aurora
- Brooklin
- Bar Harbor
- Brooksville
- Blue Hill
- Bucksport
- Castine
- Cranberry Isles
- Dedham
- Deer Isle
- Ellsworth
- Eastbrook
- Franklin
- Frenchboro
- Gouldsboro
- Great Pond
- Hancock
- Lamoine
- Mariaville
- Mount Desert
- Orland
- Osborn
- Otis
- Penobscot
- Sedgwick
- Southwest Harbor
- Sorrento
- Stonington
- Sullivan
- Surry
- Swan’s Island
- Tremont
- Trenton
- Verona Island
- Waltham
- Winter Harbor

### CDP
- Bar Harbor
- Blue Hill
- Bucksport
- Castine
- Southwest Harbor
- Winter Harbor